# Franz Arnold Linck
Franz Arnold Linck, ab 1809 Ritter von Linck, öfter auch Link (auch Arnold von Link; * 4. Januar 1769 in Mannheim, Kurpfalz; † 18. Januar 1838 in Augsburg), war der Sohn des namhaften Pfälzer Hofbildhauers Franz Conrad Linck (1730–1793) und ein hoher bayerischer Verwaltungsbeamter auf diversen Stellen; u. a. als Regierungspräsident des Regenkreises (heute Oberpfalz) und des Oberdonaukreises (heute Bayerisch Schwaben).

## Leben
Franz Arnold Linck war einer der drei Söhne des aus Speyer stammenden, pfälzischen Hofbildhauers Franz Conrad Linck und dessen Ehefrau Eva Katharina geb. Weber (1747–1812) aus Hockenheim.
Zunächst besuchte er die Schule in Mannheim und ging dann zum Studium an das königliche Kolleg, nach Straßburg. Hier war der spätere Mainzer Bischof Joseph Ludwig Colmar sein Präfekt und Lehrer, dem er zeitlebens verbunden blieb. An der Universität Heidelberg vollendete er seine Studien in Rechts- und Kameralwissenschaften.
1792 berief ihn Kurfürst Karl Theodor als Hofkammerrat in den kurpfälzischen Staatsdienst, schon bald darauf verwandte man Linck in der pfälzischen Hofforstkammer, 1798 stieg er zum Mitglied des obersten Landeskollegiums auf und wurde Oberlandesregierungsrat, wo ihm die Abteilungen Landeskultur und Polizei übertragen waren. 1799 reiste er mit der kurpfälzischen Deputation nach München, die dem neuen Kurfürsten Max IV. Joseph die Huldigungsakte des Landesteils zu überbringen hatte. Während die linksrheinische Kurpfalz schon 1797 durch den Frieden von Campo Formio an Frankreich gefallen war, verlor der Bayerische Kurfürst 1800 auch die rechts des Rheins liegenden kurpfälzischen Restgebiete um Mannheim und Heidelberg, wo Franz Arnold Linck bis zuletzt als Regierungsmitglied wirkte.
Nach einer kurzen Episode im dort nachfolgenden Badischen Staatsdienst berief ihn der bayerische Herrscher 1804 als Landesdirektionsrat nach Würzburg, wo gerade das Territorium des bisherigen Fürstbistums Bayern einverleibt worden war. 1805 versetzte man Linck in gleicher Eigenschaft nach Bamberg, 1806 kam er auf Antrag des Staatsministers Wilhelm von Hompesch (1761–1809) nach München und wurde mit der Organisation des bayerischen Forstwesens beauftragt. Dann wechselte er ins Finanzministerium und übernahm das Forstreferat. Am 10. Dezember 1809 ernannte ihn der nunmehrige König Maximilian I. Joseph zum Ritter des Verdienstordens der Bayerischen Krone und erhob ihn damit in den persönlichen Adelsstand. Ab diesem Zeitpunkt hieß er Franz Arnold von Linck bzw. Franz Arnold Ritter von Linck.
1817 übernahm Franz Arnold von Linck die Stelle des Vize-Regierungspräsidenten des ein Jahr zuvor wieder an Bayern gefallenen Rheinkreises, 1820 berief man ihn im gleichen Amt in den Oberdonaukreis nach Augsburg. Mit Datum vom 8. Januar 1824 wurde der Personenadel Lincks in Erbadel umgewandelt.
Ab 28. Januar 1829 wirkte Franz Arnold von Linck als Generalkommissar und Regierungspräsident des Regenkreises zu Regensburg, der heutigen Oberpfalz. Hier gründete er 1830 den „Historischen Verein für die Oberpfalz und Regensburg“
Von dort wechselte er 1831 wieder in den Oberdonaukreis, das heutige Bayerisch-Schwaben, wo er von 1832 bis zu seinem plötzlichen Tode 1838, ebenfalls als Regierungspräsident fungierte. Franz Arnold von Linck hielt 1834 die Festrede bei der Einweihung des „Wittelsbacher Nationaldenkmals“ auf Burg Wittelsbach. Bei seinem Tode bekleidete er auch das Amt des 1. Vorsitzenden im „Historischen Verein von Schwaben und Neuburg“.
Franz Arnold von Lincks Sohn Anton Arnold von Linck (1799–1858) wirkte als ordentlicher Professor des Staatsrechtes in Würzburg, München und Erlangen.
Der Schwager von Franz Arnold Linck (Mann seiner Schwester) war Valentin Möhl, 1820–1832 Bürgermeister der Stadt Mannheim.

## Charakterisierung
Der Nachruf im Neuen Nekrolog der Deutschen von 1838 charakterisiert Franz Arnold Lincks Tätigkeit folgendermaßen:

„In der politischen Gesinnung Lincks spiegelte sich jene innere Harmonie und Durchdringung der noch unentzweiten Elemente und Kräfte des Staates, welche die Zeit vor der Revolution charakterisieren, der er seine erste publizistische Bildung verdankte. Dieselbe ruhte auf religiösem Grund und darum vor allem auf der Überzeugung, daß, welchen Wert man auch geschriebenen Verfassungen beizulegen habe, Gottesfurcht, Treue und Vertrauen auf Seite des Volkes, gewissenhafter, auf derselben Grundlage ruhender Pflichteifer auf Seite der Regierung und ihrer Organe, die allerwege allein verlässigen Bürgen des gemeinen Wohles bleiben.“

## Ehrungen
- 1831: Ehrenbürger von Regensburg